# Артёменков (Черниговская область)
Артёменков (укр. Артеменків) — село в Прилукском районе Черниговской области Украины. Население 149 человек. Занимает площадь 0,52 км². Расположено на реке Тростянец.
Код КОАТУУ: 7425155101. Почтовый индекс: 17302. Телефонный код: +380 4639.

## Власть
Орган местного самоуправления — Сребнянская поселковая община. Почтовый адрес: 17300, Черниговская обл., Сребнянский р-н, пгт Сребное, ул. Мира, 43а. Тел.: +380 (4639) 2-14-02; факс: 2-14-02.